# Dmitry Debelka
Dmitry Debelka est un lutteur biélorusse spécialiste de la lutte gréco-romaine né le 7 janvier 1976 et mort en février 2022.

## Carrière
Lors des Jeux olympiques d'été de 2000 se tenant à Sydney, il remporte la médaille de bronze en combattant dans la catégorie des -130 kg.